# Alimentació de CA

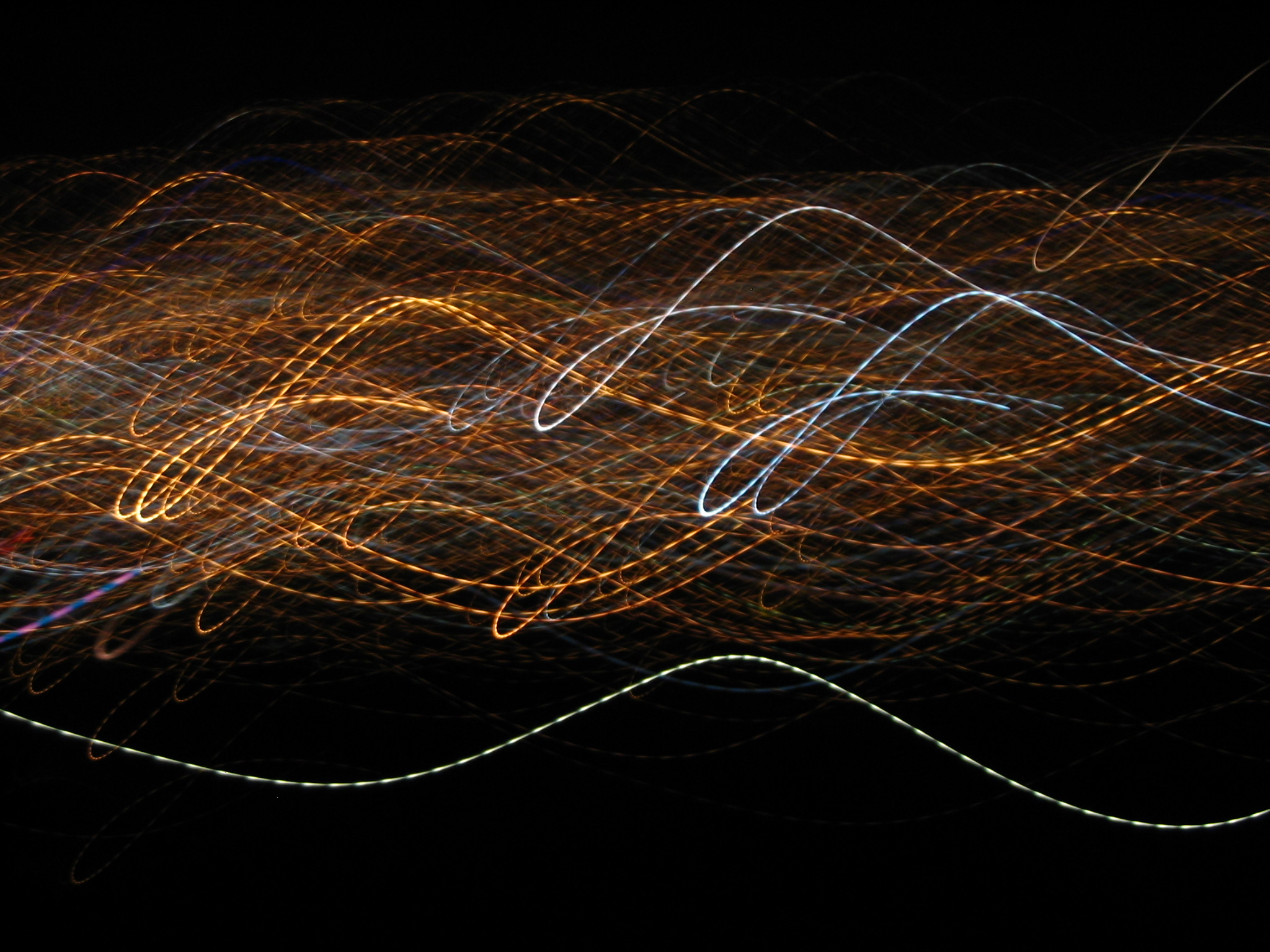
El parpelleig dels llums no incandescents de la ciutat es mostra en aquesta llarga exposició amb borrosa pel moviment. La naturalesa de CA de l'alimentació de la xarxa elèctrica es revela per l'aparició de punts dels traços de les llums en moviment.

Alimentació de CA, en un circuit elèctric, la potència instantània és la velocitat de flux d'energia en el temps que passa per un punt determinat del circuit. En els circuits de corrent altern, els elements d'emmagatzematge d'energia com ara els inductors i els condensadors poden provocar inversions periòdiques de la direcció del flux d'energia. La seva unitat SI és el watt.
La porció de la potència instantània que, calculada com a mitjana durant un cicle complet de la forma d'ona de CA, resulta en una transferència neta d'energia en una direcció es coneix com a potència activa instantània, i la seva mitjana temporal es coneix com a potència activa o potència real.:3La part de la potència instantània que no resulta en cap transferència neta d'energia, sinó que oscil·la entre la font i la càrrega en cada cicle a causa de l'energia emmagatzemada es coneix com a potència reactiva instantània, i la seva amplitud és el valor absolut de la potència reactiva.:4

## Potència activa, reactiva, aparent i complexa en estat estacionari sinusoidal

Potència instantània en sistemes de corrent altern quan el corrent és 50 graus inferior al voltatge.

Per a un circuit simple de corrent altern (CA) en estat estacionari; que consisteix en una font i una càrrega lineal invariant en el temps, tant el corrent com la tensió són sinusoïdals a la mateixa freqüència fixa, donada per: {\displaystyle {\begin{aligned}v(t)&={\sqrt {2}}|V|\cos(\omega t)={\mathfrak {Re}}\{{\sqrt {2}}|V|e^{j\omega t}\}={\mathfrak {Re}}\{{\sqrt {2}}Ve^{j\omega t}\}&&{\text{with}}&V&=|V|=|V|\angle 0\\i(t)&={\sqrt {2}}|I|\cos(\omega t-\varphi )={\mathfrak {Re}}\{{\sqrt {2}}|I|e^{j(\omega t-\varphi )}\}={\mathfrak {Re}}\{{\sqrt {2}}Ie^{j\omega t}\}&&{\text{with}}&I&=|I|e^{-j\varphi }=|I|\angle -\varphi \end{aligned}}} amb {\displaystyle |V|} i {\displaystyle |I|} l'RMS, {\displaystyle V} i {\displaystyle I} els fasors i {\displaystyle \varphi } el canvi de fase entre el voltatge i el corrent. La potència instantània ve donada pel producte: {\displaystyle p(t)=v(t)i(t)=2|V||I|\cos(\omega t)\cos(\omega t-\varphi ).} Si la càrrega és purament resistiva, les dues quantitats inverteixen la seva polaritat alhora. Per tant, la potència instantània sempre és positiva, de manera que la direcció del flux d'energia no s'inverteix i sempre és cap a la resistència. En aquest cas, només es transfereix la potència activa.
Si la càrrega és purament reactiva, el voltatge i el corrent són 90 graus desfasats. Durant dos quarts de cada cicle, el producte del voltatge i el corrent és positiu, però durant els altres dos quarts, el producte és negatiu, cosa que indica que, de mitjana, entra a la càrrega exactament tanta energia com en surt. No hi ha un flux net d'energia durant cada mig cicle. En aquest cas, només flueix energia reactiva: no hi ha cap transferència neta d'energia a la càrrega; tanmateix, l'energia elèctrica flueix pels cables i torna fluint en sentit invers pels mateixos cables. El corrent necessari per a aquest flux de potència reactiva dissipa energia en la resistència de línia, fins i tot si el dispositiu de càrrega ideal no consumeix energia. Les càrregues pràctiques tenen resistència i inductància, o capacitància, de manera que tant les potències actives com les reactives fluiran a les càrregues normals.
La potència aparent és el producte dels valors RMS del voltatge i el corrent. La potència aparent es té en compte en el disseny i el funcionament dels sistemes d'energia, ja que, tot i que el corrent associat a la potència reactiva no fa cap treball a la càrrega, encara ha de ser subministrat per la font d'alimentació. Els conductors, transformadors i generadors han de ser dimensionats per transportar el corrent total, no només el corrent que fa un treball útil. Una potència reactiva insuficient pot fer baixar els nivells de tensió en una xarxa elèctrica i, en determinades condicions de funcionament, col·lapsar la xarxa (una apagada). Una altra conseqüència és que sumar la potència aparent de dues càrregues no donarà amb precisió la potència total tret que tinguin la mateixa diferència de fase entre el corrent i el voltatge (el mateix factor de potència).
Convencionalment, els condensadors es tracten com si generen energia reactiva i els inductors es tracten com si la consumeixen. Si un condensador i un inductor es col·loquen en paral·lel, els corrents que flueixen a través del condensador i l'inductor tendeixen a cancel·lar-se en lloc de sumar-se. Aquest és el mecanisme fonamental per controlar el factor de potència en la transmissió d'energia elèctrica; els condensadors (o inductors) s'insereixen en un circuit per compensar parcialment la potència reactiva "consumida" ("generada") per la càrrega. Els circuits purament capacitius subministren energia reactiva amb la forma d'ona de corrent avançant la forma d'ona de voltatge 90°. graus, mentre que els circuits purament inductius absorbeixen potència reactiva amb la forma d'ona del corrent endarrerida respecte a la forma d'ona de voltatge en 90 graus. El resultat d'això és que els elements del circuit capacitius i inductius tendeixen a cancel·lar-se mútuament.

'La potència complexa és la suma vectorial de la potència activa i reactiva. La potència aparent és la magnitud de la potència complexa. Potència activa, P
Potència reactiva, Q Potència complexa, S
Potència aparent, S Fase del voltatge respecte al corrent,

Els enginyers utilitzen els termes següents per descriure el flux d'energia en un sistema (i assignen a cadascun d'ells una unitat diferent per diferenciar-los):
- Potència activa, P, o potència real watt (W);
- Potència reactiva, Q: volt-ampere reactiu (var);
- Potència complexa, S: volt-ampere (VA);
- Potència aparent, | S |: la magnitud de la potència complexa S : volt-ampere (VA);
- Fase del voltatge respecte al corrent, φ: l'angle de diferència (en graus) entre el corrent i el voltatge; {\displaystyle \varphi =\arg(V)-\arg(I)}. Tensió retardada de corrent (vector quadrant I), tensió avançada de corrent (vector quadrant IV).

Tots aquests es denoten al diagrama adjacent (anomenat triangle de potències).
En el diagrama, P és la potència activa, Q és la potència reactiva (en aquest cas positiva), S és la potència complexa i la longitud de S és la potència aparent. La potència reactiva no fa cap treball, per la qual cosa es representa com l'eix imaginari del diagrama vectorial. La potència activa sí que fa treball, per tant és l'eix real.
La unitat de potència és el watt (símbol: W). La potència aparent s'expressa sovint en voltamperes (VA), ja que és el producte del voltatge RMS i el corrent RMS. La unitat de potència reactiva és var, que significa volt-ampere reactiu. Com que la potència reactiva no transfereix energia neta a la càrrega, de vegades s'anomena potència "sense watts". Tanmateix, té una funció important a les xarxes elèctriques i la seva manca s'ha citat com un factor significatiu en l'apagada del nord-est del 2003. Comprendre la relació entre aquestes tres quantitats és fonamental per entendre l'enginyeria energètica. La relació matemàtica entre ells es pot representar mitjançant vectors o expressar-se mitjançant nombres complexos, S = P. + j Q (on j és la unitat imaginària).

## Càlculs i equacions en estat estacionari sinusoidal
La fórmula per a la potència complexa (unitats: VA) en forma fasorial és:
{\displaystyle S=VI^{*}=|V||I|\angle \varphi =|S|\angle \varphi } ,
on {\displaystyle V} i {\displaystyle I} són el voltatge i el corrent de valors complexos, respectivament, escrits en forma de fase amb l'amplitud com a RMS. També per convenció, s'utilitza el conjugat complex d' I, que es denota {\displaystyle I^{*}} (o {\displaystyle {\overline {I}}} ), en lloc de jo mateix. Això es fa perquè, si no, utilitzar el producte VI per definir S donaria com a resultat una quantitat que depèn de l'angle de referència escollit per a V o I, però definir S com a VI* dóna com a resultat una quantitat que no depèn de l'angle de referència i permet relacionar S amb P i Q.
Altres formes de potència complexa (unitats en voltamperes, VA) es deriven de Z, la impedància de càrrega (unitats en ohms, Ω).
{\displaystyle S=|I|^{2}Z={\frac {|V|^{2}}{Z^{*}}}}.
En conseqüència, amb referència al triangle de potència, la potència real (unitats en watts, W) es deriva de la següent manera:
{\displaystyle P=|S|\cos {\varphi }=|I|^{2}R={\frac {|V|^{2}}{|Z|^{2}}}\times {R}}
Per a una càrrega purament resistiva, la potència real es pot simplificar a:
{\displaystyle P={\frac {|V|^{2}}{R}}}
R denota la resistència (unitats en ohms, Ω) de la càrrega.
La potència reactiva (unitats en volts-amperes-reactiu, var) es deriva de la següent manera:
{\displaystyle Q=|S|\sin {\varphi }=|I|^{2}X={\frac {|V|^{2}}{|Z|^{2}}}\times {X}}
Per a una càrrega purament reactiva, la potència reactiva es pot simplificar a:
{\displaystyle Q={\frac {|V|^{2}}{X}}} ,
on X denota la reactància (unitats en ohms, Ω) de la càrrega.
Combinant, la potència complexa (unitats en voltamperes, VA) es deriva retroactivament com a
{\displaystyle S=P+jQ} ,
i la potència aparent (unitats en voltamperes, VA) com a
{\displaystyle |S|={\sqrt {P^{2}+Q^{2}}}}.
Aquests es simplifiquen esquemàticament mitjançant el triangle de potències.

## Factor de potència
La relació entre la potència activa i la potència aparent en un circuit s'anomena factor de potència. Per a dos sistemes que transmeten la mateixa quantitat de potència activa, el sistema amb el factor de potència més baix tindrà corrents circulants més alts a causa de l'energia que torna a la font des de l'emmagatzematge d'energia a la càrrega. Aquests corrents més alts produeixen pèrdues més elevades i redueixen l'eficiència general de transmissió. Un circuit amb un factor de potència més baix tindrà una potència aparent més alta i pèrdues més altes per a la mateixa quantitat de potència activa. El factor de potència és 1.0 quan el voltatge i el corrent estan en fase. És zero quan el corrent avança o retarda el voltatge 90 graus. Quan el voltatge i el corrent estan 180 graus desfasats, el factor de potència és negatiu i la càrrega alimenta energia a la font (un exemple seria una casa amb cèl·lules solars a la teulada que alimenten energia a la xarxa elèctrica quan brilla el sol). Els factors de potència s'indiquen normalment com a "principals" o "endarrerits" per mostrar el signe de l'angle de fase del corrent respecte al voltatge. El voltatge es designa com la base amb la qual es compara l'angle del corrent, és a dir, que el corrent es considera com a voltatge "principal" o "endarrerit". Quan les formes d'ona són purament sinusoïdals, el factor de potència és el cosinus de l'angle de fase ( {\displaystyle \varphi } ) entre les formes d'ona sinusoïdals de corrent i de tensió. Les fitxes tècniques i les plaques identificatives dels equips sovint abreugen el factor de potència com a " {\displaystyle \cos \phi } "per aquest motiu.
Exemple: La potència activa és de 700 W i l'angle de fase entre el voltatge i el corrent és de 45,6°. El factor de potència és cos(45.6°) = 0.700. La potència aparent és llavors: 700 W / cos(45.6°) = 1000 VA. El concepte de dissipació de potència en un circuit de corrent altern s'explica i s'il·lustra amb un exemple.
Per exemple, un factor de potència de 0,68 significa que només el 68 per cent del corrent total subministrat (en magnitud) està fent treball; el corrent restant no fa cap treball a la càrrega. El factor de potència és molt important a les subestacions del sector elèctric. De la xarxa nacional, els subsectors han de tenir un factor de potència mínim. Altrament hi ha moltes pèrdues. Principalment, els requisits varien al voltant de 0,90 a 0,96 o més. Millor el factor de potència menys les pèrdues.

## Potència reactiva
En un circuit de corrent continu, la potència que flueix a la càrrega és proporcional al producte del corrent que travessa la càrrega i la caiguda de potencial a través de la càrrega. L'energia que es produeix a causa d'un condensador o inductor s'anomena energia reactiva. Succeeix a causa de la naturalesa de corrent altern d'elements com els inductors i els condensadors. L'energia flueix en una direcció des de la font fins a la càrrega. En l'alimentació de CA, el voltatge i el corrent varien aproximadament sinusoïdalment. Quan hi ha inductància o capacitància al circuit, les formes d'ona de voltatge i corrent no s'alineen perfectament. El flux de potència té dos components: un component flueix de la font a la càrrega i pot realitzar treball a la càrrega; l'altra part, coneguda com a "potència reactiva", es deu al retard entre el voltatge i el corrent, conegut com a angle de fase, i no pot fer treball útil a la càrrega. Es pot considerar com un corrent que arriba en el moment equivocat (massa tard o massa d'hora). Per distingir la potència reactiva de la potència activa, es mesura en unitats de "voltamperes reactius", o var. Aquestes unitats es poden simplificar a watts, però es deixen com a var per indicar que no representen cap treball de producció real.
L'energia emmagatzemada en elements capacitius o inductius de la xarxa dóna lloc a un flux de potència reactiva. El flux de potència reactiva influeix fortament en els nivells de tensió a través de la xarxa. Els nivells de voltatge i el flux de potència reactiva s'han de controlar acuradament per permetre que un sistema elèctric funcioni dins dels límits acceptables. Una tècnica coneguda com a compensació reactiva s'utilitza per reduir el flux de potència aparent a una càrrega reduint la potència reactiva subministrada des de les línies de transmissió i proporcionant-la localment. Per exemple, per compensar una càrrega inductiva, s'instal·la un condensador shunt a prop de la càrrega. Això permet que tota la potència reactiva que necessita la càrrega sigui subministrada pel condensador i no s'hagi de transferir a través de les línies de transmissió. Aquesta pràctica estalvia energia perquè redueix la quantitat d'energia que ha de produir la companyia elèctrica per fer la mateixa quantitat de treball. A més, permet dissenys de línies de transmissió més eficients utilitzant conductors més petits o menys conductors agrupats i optimitzant el disseny de les torres de transmissió.

### Càrregues capacitives vs. inductives
L'energia emmagatzemada en el camp magnètic o elèctric d'un dispositiu de càrrega, com ara un motor o un condensador, provoca un desplaçament entre les formes d'ona de corrent i de voltatge. Un condensador és un dispositiu que emmagatzema energia en forma de camp elèctric. A mesura que el corrent circula pel condensador, l'acumulació de càrrega fa que es desenvolupi un voltatge oposat a través del condensador. Aquest voltatge augmenta fins a un màxim dictat per l'estructura del condensador. En una xarxa de corrent altern, el voltatge a través d'un condensador canvia constantment. El condensador s'oposa a aquest canvi, fent que el corrent avanci respecte al voltatge en fase. Es diu que els condensadors "fonten" potència reactiva i, per tant, provoquen un factor de potència principal.
Les màquines d'inducció són alguns dels tipus de càrregues més comuns en el sistema elèctric actual. Aquestes màquines utilitzen inductors o grans bobines de cable per emmagatzemar energia en forma de camp magnètic. Quan inicialment es col·loca un voltatge a la bobina, l'inductor resisteix fortament aquest canvi de corrent i camp magnètic, cosa que provoca un retard perquè el corrent arribi al seu valor màxim. Això fa que el corrent vagi endarrerit respecte al voltatge en fase. Es diu que els inductors "absorbeixen" potència reactiva i, per tant, provoquen un factor de potència endarrerit. Els generadors d'inducció poden generar o absorbir energia reactiva i proporcionar una mesura de control als operadors del sistema sobre el flux de potència reactiva i, per tant, el voltatge. Com que aquests dispositius tenen efectes oposats sobre l'angle de fase entre el voltatge i el corrent, es poden utilitzar per "cancel·lar" els efectes dels altres. Això normalment pren la forma de bancs de condensadors que s'utilitzen per contrarestar el factor de potència endarrerit causat pels motors d'inducció.

### Control de potència reactiva
Els generadors connectats a la transmissió generalment són necessaris per suportar el flux de potència reactiva. Per exemple, al sistema de transmissió del Regne Unit, els requisits del Codi de la xarxa elèctrica exigeixen que els generadors subministrin la seva potència nominal entre els límits de 0,85 amb un factor de potència retardat i 0,90 amb un factor de potència endavant als terminals designats. L'operador del sistema durà a terme accions de commutació per mantenir un perfil de tensió segur i econòmic, tot mantenint una equació de balanç de potència reactiva:
{\displaystyle \mathrm {Generator\ MVARs+System\ gain+Shunt\ capacitors=MVAR\ Demand+Reactive\ losses+Shunt\ reactors} }
El " guany del sistema " és una font important de potència reactiva en l'equació de balanç de potència anterior, que es genera per la naturalesa capacitiva de la pròpia xarxa de transmissió. Si es duen a terme accions de commutació decisives a primera hora del matí, abans que augmenti la demanda, es pot maximitzar el guany del sistema des del principi, cosa que ajuda a assegurar-lo durant tot el dia. Per equilibrar l'equació caldrà l'ús d'un generador reactiu previ a la fallada. Altres fonts de potència reactiva que també s'utilitzaran inclouen condensadors shunt, reactances shunt, compensadors VAR estàtics i circuits de control de tensió.

## Sistemes polifàsics sinusoïdals desequilibrats
Tot i que la potència activa i la potència reactiva estan ben definides en qualsevol sistema, la definició de potència aparent per a sistemes polifàsics desequilibrats es considera un dels temes més controvertits en enginyeria energètica. Originalment, el poder aparent va sorgir simplement com una figura de mèrit. Les principals delineacions del concepte s'atribueixen a *Fenomenes de retard en la bobina d'inducció * de Stanley (1888) i a *Elements teòrics d'enginyeria * de Steinmetz (1915). Tanmateix, amb el desenvolupament de la distribució de potència trifàsica, va quedar clar que la definició de potència aparent i el factor de potència no es podien aplicar a sistemes polifàsics desequilibrats. El 1920, es va reunir un "Comitè Conjunt Especial de l'AIEE i la National Electric Light Association" per resoldre el problema. Van considerar dues definicions.
{\displaystyle S_{A}=|S_{\mathrm {a} }|+|S_{\mathrm {b} }|+|S_{\mathrm {c} }|}
{\displaystyle \mathrm {pf} _{A}={P_{\mathrm {a} }+P_{\mathrm {b} }+P_{\mathrm {c} } \over S_{A}}} ,
és a dir, la suma aritmètica de les potències aparents de fase; i
{\displaystyle S_{V}=|P_{\mathrm {a} }+P_{\mathrm {b} }+P_{\mathrm {c} }+j(Q_{\mathrm {a} }+Q_{\mathrm {b} }+Q_{\mathrm {c} })|}
{\displaystyle \mathrm {pf} _{V}={P_{\mathrm {a} }+P_{\mathrm {b} }+P_{\mathrm {c} } \over S_{V}}} ,
és a dir, la magnitud de la potència complexa trifàsica total.
El comitè de 1920 no va trobar consens i el tema va continuar dominant els debats. El 1932, es va formar un altre comitè i, una vegada més, no va aconseguir resoldre la qüestió. Les transcripcions de les seves discussions són les més extenses i controvertides mai publicades per l'AIEE. La resolució d'aquest debat no va arribar fins a finals de la dècada del 1990.
El 1993, Alexander Emanuel va proposar una nova definició basada en la teoria de components simètrics per a una càrrega lineal desequilibrada alimentada amb tensions sinusoidals asimètriques:
{\displaystyle S={\sqrt {\left(|V_{\mathrm {a} }^{2}|+|V_{\mathrm {b} }^{2}|+|V_{\mathrm {c} }^{2}|\right)\left(|I_{\mathrm {a} }^{2}|+|I_{\mathrm {b} }^{2}|+|I_{\mathrm {c} }^{2}|\right)}}}
{\displaystyle \mathrm {pf} ={P^{+} \over S}} ,
és a dir, l'arrel de les sumes quadràtiques dels voltatges de línia multiplicada per l'arrel de les sumes quadràtiques dels corrents de línia. {\displaystyle P^{+}} denota la potència de seqüència positiva:
és a dir, l'arrel de les sumes quadràtiques dels voltatges de línia multiplicada per l'arrel de les sumes quadràtiques dels corrents de línia. {\displaystyle P^{+}} denota la potència de seqüència positiva:
{\displaystyle V^{+}} denota el fasor de voltatge de seqüència positiva, i {\displaystyle I^{+}} denota el fasor de corrent de seqüència positiva.

## Fórmules de nombres reals
Una resistència perfecta no emmagatzema energia; per tant, el corrent i el voltatge estan en fase. Per tant, no hi ha potència reactiva i {\displaystyle P=S} (utilitzant la convenció de signes passius). Per tant, per a una resistència perfecta
{\displaystyle P=S=V_{\mathrm {RMS} }I_{\mathrm {RMS} }=I_{\mathrm {RMS} }^{2}R={\frac {V_{\mathrm {RMS} }^{2}}{R}}\,\!}
Per a un condensador o inductor perfecte, no hi ha transferència neta de potència; per tant, tota la potència és reactiva. Per tant, per a un condensador o inductor perfecte:
{\displaystyle {\begin{aligned}P&=0\\Q&=|S|=V_{\mathrm {RMS} }I_{\mathrm {RMS} }=I_{\mathrm {RMS} }^{2}|X|={\frac {V_{\mathrm {RMS} }^{2}}{|X|}}\end{aligned}}}
on {\displaystyle X} és la reactància del condensador o inductor.
Si {\displaystyle X} es defineix com a positiu per a un inductor i negatiu per a un condensador, aleshores els signes del mòdul es poden treure de S i X i obtenir
{\displaystyle Q=I_{\mathrm {RMS} }^{2}X={\frac {V_{\mathrm {RMS} }^{2}}{X}}}.
La potència instantània es defineix com:
{\displaystyle p(t)=v(t)\,i(t)} ,
on {\displaystyle v(t)} i {\displaystyle i(t)} són les formes d'ona de voltatge i corrent variables al llarg del temps.
Aquesta definició és útil perquè s'aplica a totes les formes d'ona, siguin sinusoïdals o no. Això és particularment útil en electrònica de potència, on són comunes les formes d'ona no sinusoïdals.
En general, els enginyers estan interessats en la potència activa promediada durant un període de temps, ja sigui un cicle de línia de baixa freqüència o un període de commutació d'un convertidor de potència d'alta freqüència. La manera més senzilla d'obtenir aquest resultat és fer la integral del càlcul instantani durant el període desitjat:
{\displaystyle P_{\text{avg}}={\frac {1}{t_{2}-t_{1}}}\int _{t_{1}}^{t_{2}}v(t)\,i(t)\,\mathrm {d} t}
Aquest mètode de càlcul de la potència mitjana dóna la potència activa independentment del contingut harmònic de la forma d'ona. En aplicacions pràctiques, això es faria en el domini digital, on el càlcul esdevé trivial en comparació amb l'ús de rms i fase per determinar la potència activa:
{\displaystyle P_{\text{avg}}={\frac {1}{n}}\sum _{k=1}^{n}V[k]I[k]}

## Sistemes de freqüència múltiple
Com que es pot calcular un valor RMS per a qualsevol forma d'ona, es pot calcular la potència aparent a partir d'això. Per a la potència activa, a primera vista semblaria necessari calcular molts termes del producte i fer la mitjana de tots ells. Tanmateix, si examinem un d'aquests termes de producte amb més detall, obtenim un resultat molt interessant.
{\displaystyle {\begin{aligned}&A\cos(\omega _{1}t+k_{1})\cos(\omega _{2}t+k_{2})\\={}&{\frac {A}{2}}\cos \left[\left(\omega _{1}t+k_{1}\right)+\left(\omega _{2}t+k_{2}\right)\right]+{\frac {A}{2}}\cos \left[\left(\omega _{1}t+k_{1}\right)-\left(\omega _{2}t+k_{2}\right)\right]\\={}&{\frac {A}{2}}\cos \left[\left(\omega _{1}+\omega _{2}\right)t+k_{1}+k_{2}\right]+{\frac {A}{2}}\cos \left[\left(\omega _{1}-\omega _{2}\right)t+k_{1}-k_{2}\right]\end{aligned}}}
Tanmateix, la mitjana temporal d'una funció de la forma cos(ωt + k) és zero sempre que ω sigui diferent de zero. Per tant, els únics termes de producte que tenen una mitjana diferent de zero són aquells on la freqüència del voltatge i el corrent coincideixen. En altres paraules, és possible calcular la potència activa (mitjana) simplement tractant cada freqüència per separat i sumant les respostes. A més, si se suposa que la tensió de la xarxa elèctrica és d'una sola freqüència (cosa que normalment és), això demostra que els corrents harmònics són una cosa dolenta. Augmentaran el corrent RMS (ja que s'afegiran termes diferents de zero) i, per tant, la potència aparent, però no tindran cap efecte sobre la potència activa transferida. Per tant, els corrents harmònics reduiran el factor de potència. Els corrents harmònics es poden reduir mitjançant un filtre col·locat a l'entrada del dispositiu. Normalment, això consistirà en un condensador (que es basa en la resistència i la inductància paràsites del subministrament) o en una xarxa condensador-inductor. Un circuit actiu de correcció del factor de potència a l'entrada generalment reduiria encara més els corrents harmònics i mantindria el factor de potència més a prop de la unitat.